# Sŏngch’ŏn
Sŏngch’ŏn (kor. 성천군, Sŏngch'ŏn-gun) – powiat w Korei Północnej, w prowincji P’yŏngan Południowy. W 2008 roku liczył 149 809 mieszkańców. Graniczy z powiatami Ŭnsan i Pukch’ang od północy, Sin’yang od wschodu, Hoech’ang od południowego wschodu, z miastem P’yŏngsŏng od zachodu, a także z należącym do stolicy kraju, Pjongjangu, powiatem Kangdong od południa.

## Historia
Przed wyzwoleniem Korei spod okupacji japońskiej powiat składał się z 13 miejscowości (kor. myŏn) oraz 105 wsi (kor. ri). W obecnej formie powstał w wyniku gruntownej reformy podziału administracyjnego w grudniu 1952 roku. W jego skład weszły wówczas tereny należące wcześniej do miejscowości Sŏngch’ŏn, T'ongsŏn, Ryŏngch'ŏn, Samdŏk, Sagye, Ssangnyong i Kuryong (1 wieś – wszystkie miejscowości poprzednio znajdowały się w powiecie Sŏngch’ŏn). Powiat Sŏngch'ŏn składał się wówczas z jednego miasteczka (Sŏngch'ŏn-ŭp) i 27 wsi. W styczniu 1992 roku należące dotychczas do powiatu wsie Ryudong, Taeyang, Namwŏn i Nam'ok, przeszły w granice administracyjne powiatu Ŭnsan.

## Podział administracyjny powiatu
W skład powiatu wchodzą następujące jednostki administracyjne:
| Nazwa jednostki administracyjnej | Rodzaj jednostki administracyjnej | Hangul       |
| -------------------------------- | --------------------------------- | ------------ |
| Sŏngch'ŏn-ŭp                     | miasteczko                        | 성천읍       |
| Changnim-rodongjagu              | dzielnica robotnicza              | 장림로동자구 |
| Ŭngok-rodongjagu                 | dzielnica robotnicza              | 은곡로동자구 |
| Kunja-rodongjagu                 | dzielnica robotnicza              | 군자로동자구 |
| Ryonghŭng-ri                     | wieś                              | 룡흥리       |
| Amp'o-ri                         | wieś                              | 암포리       |
| Hyangp'um-ri                     | wieś                              | 향품리       |
| Sangha-ri                        | wieś                              | 상하리       |
| Onjŏng-ri                        | wieś                              | 온정리       |
| Taebong-ri                       | wieś                              | 대봉리       |
| Ryongsan-ri                      | wieś                              | 룡산리       |
| Tŏk'am-ri                        | wieś                              | 덕암리       |
| Paek'wŏn-ri                      | wieś                              | 백원리       |
| Munmok-ri                        | wieś                              | 문목리       |
| Samdŏk-ri                        | wieś                              | 삼덕리       |
| Kich'ang-ri                      | wieś                              | 기창리       |
| Kŭmp'yŏng-ri                     | wieś                              | 금평리       |
| Sinp'ung-ri                      | wieś                              | 신풍리       |
| Changsam-ri                      | wieś                              | 장삼리       |
| Sakch'ang-ri                     | wieś                              | 삭창리       |
| Kŏhŭng-ri                        | wieś                              | 거흥리       |
| Hoech'ŏn-ri                      | wieś                              | 회천리       |
| Kyesŏk-ri                        | wieś                              | 계석리       |
| Unbong-ri                        | wieś                              | 운봉리       |